# 日本羽蛛
日本羽蛛（学名：Oxyptila nipponica）为蟹蛛科羽蛛属的动物。分布于日本以及中国大陆的安徽等地。该物种的模式产地在日本。